# 察合台人
察合台人，又称察合台塔吉克人或塔吉克察合台人，是塔吉克人在烏兹别克的一支。主要分布于苏尔汉河州与塔吉克南方。